# Tình mẫu tử (phim truyền hình Hàn Quốc)
Tình mẫu tử (tiếng Hàn: 구미호: 여우누이뎐; Romaja: Gumiho: Yeo-u Nuidyeon; lit. Gumiho: Tale of the Fox's Child) là một bộ phim truyền hình Hàn Quốc năm 2010 với sự tham gia của Han Eun-jung, Jang Hyun-sung, Kim Yoo-jung và Seo Shin-ae. Phim được phát sóng trên KBS2 từ 5 tháng 7 đến 24 tháng 8 năm 2010 vào thứ hai và thứ ba lúc 21:55 gồm 18 tập.

## Phân vai
- Han Eun-jung vai Gu San-daek/Gumiho
- Jang Hyun-sung vai Yoon Doo-soo
- Kim Yoo-jung vai Yeon-yi[3][4][5]
- Seo Shin-ae vai Yoon Cho-ok
- Kim Jung-nan vai Lady Yang
- Kim Kyu-chul vai steward Oh
- Seo Jun-young vai Chun-woo
- Im Seo-yeon vai Kye-hyang
- Kim Woo-seok vai Yoon Choong-il
- Woo Min-gyu vai Yoon Choong-yi
- Chun Ho-jin vai Manshin
- Park Soo-hyun vai exorcist
- Yoon Hee-seok vai trưởng làng Jo
- Lee Min-ho vai Jo Jung-kyu[6]
- Go Jung-min vai vợ của trưởng làng Jo
- Baek Bong-ki vai Ba-wi
- Jung Eun-pyo vai chồng của Gumiho
- Kim Do-yeon vai Un-nyun
- Han So-jung vai Sam-wol
- Han Si-yoon vai Yoo-wol
- Kim Hyuk vai Man-seok
- Jang Hang-sun vai monk
- Lee Dae-ro vai royal physician
- Choi Hye-kyung vai So-yeon

## Giải thưởng
2010 KBS Drama Awards
- Excellence Award, Actress in a Miniseries: Han Eun-jung
- Best Young Actress: Kim Yoo-jung và Seo Shin-ae